# 新西蘭鞭冠鮟鱇
新西蘭鞭冠鮟鱇為輻鰭魚綱鮟鱇目棘茄魚亞目鞭冠鮟鱇科的其中一種，為深海魚類，分布於西南太平洋的紐西蘭、塔斯曼海海域，棲息深度約654公尺，雌魚體長可達27.6公分，生活習性不明，不具經濟價值。

## 扩展阅读
維基物種上的相關：新西蘭鞭冠鮟鱇